# Лисоконь Михайло Валентинович
Лисоко́нь Михайло Валентинович (*5 червня 1990, місто Черкаси) — український футболіст, гравець аматорської команди Зоря (Білозір'я).
Вихованець СДЮШОР міста Черкаси.

## Статистика виступів

### Аматорська ліга
| Сезон | Команда            | Турнір     | Матчі | Голи |
| ----- | ------------------ | ---------- | ----- | ---- |
| 2008  | Ходак (Черкаси)    | чемпіонат  | 2     | 0    |
| 2009  | Ходак (Черкаси)    | чемпіонат  | 4     | 0    |
| 2009  | Ходак (Черкаси)    | кубок      | 8     | 2    |
| 2009  | Ходак (Черкаси)    | кубок ліги | 3     | 2    |
| 2011  | Славутич (Черкаси) | чемпіонат  | 10    | 0    |
| 2013  | Зоря (Білозір'я)   | чемпіонат  | -     | -    |
| 2014  | Зоря (Білозір'я)   | чемпіонат  | -     | -    |

### Професійна ліга
| Сезон     | Команда            | Турнір    | Матчі | Голи |
| --------- | ------------------ | --------- | ----- | ---- |
| 2011–2012 | Славутич (Черкаси) | чемпіонат | 22    | 0    |
| 2011–2012 | Славутич (Черкаси) | кубок     | 2     | 0    |
| 2012–2013 | Славутич (Черкаси) | чемпіонат | 21    | 0    |
| 2012–2013 | Славутич (Черкаси) | кубок     | 1     | 0    |

## Досягнення
- Фіналіст Кубка України серед аматорів 2009 року